# Cystiphora scorzonerae
Cystiphora scorzonerae är en tvåvingeart som beskrevs av Jean-Jacques Kieffer 1909. Cystiphora scorzonerae ingår i släktet Cystiphora och familjen gallmyggor. Inga underarter finns listade i Catalogue of Life.